# Truckload of Lovin'
Truckload Of Lovin' — студійний альбом Альберта Кінга, випущений лейблом Tomato Records в 1976 році. У тому ж році альбом зайняв 26 позицію в хіт-параді R&B Albums журналу Billboard, і 166-у у хіт-параді The Billboard 200. Сингли «Cadillac Assembly Line» та «Sensation, Communication Together» посіли 40 та 80 сходинки відповідно в чарті Billboard R&B Singles.

## Список композицій
1. «Cold Women With Warm Hearts» (Сер Мек Райс) — 4:07
2. «Gonna Make It Somehow» (Карл Томас) — 4:11
3. «Sensation, Communication Together» (Мері Девіс, Сер Мек Райс) — 7:24
4. «I'm Your Mate» (Едді Флойд, Генрі Гопкінс) — 4:39
5. «Truck Load of Lovin'» (Джиммі Льюїс) — 4:33
6. «Hold Hands With One Another» (Террі Коллінз, Боббі Ілі) — 4:56
7. «Cadillac Assembly Line» (Сер Мек Райс) — 4:52
8. «Nobody Wants a Loser» (Германн Келлі) — 5:00

## Учасники запису
- Альберт Кінг — вокал, гітара
- Біллі Фендер — гітара
- Грег Порі — гітара
- Ва Ва Вотсон — гітара
- Тоні Сільвестер — продюсер
- Генрі І. Девіс — бас
- Чак Рейні — бас
- Джеймс Гедсон — ударні
- Джеррі Пітерс — клавішні
- Джо Семпл — клавішні
- Берт де Кото — клавішні, продюсер
- Джині Арнольд — бек-вокал
- Ді Ірвін — бек-вокал
- Ленні Гроувз — бек-вокал
- Максін Віллард Вотерс — бек-вокал
- Денісе Вільямс — бек-ковал
- Джулія Тіллман — бек-вокал

## Позиції у чартах

### Альбом
| Рік  | Чарт              | Позиція |
| ---- | ----------------- | ------- |
| 1976 | R&B Albums        | 26      |
| 1976 | The Billboard 200 | 166     |

### Сингли
| Сингл                               | Інформація                                                                              |
| ----------------------------------- | --------------------------------------------------------------------------------------- |
| «Cadillac Assembly Line»            | - Сингл Utopia Pb-10544, 1976 - Сторона Б: «Nobody Wants A Loser» - US R&B Singles #40  |
| «Sensation, Communication Together» | - Сингл Utopia Pb-10682, 1976 - Сторона Б: «Gonna Make It Somehow» - US R&B Singles #80 |